# عبد الباسط (لاعب كرة قدم)
محمد عبد الباسط هو لاعب كرة قدم غاني محترف، يلعب حالياً في مركز لاعب وسط مهاجم لنادي الصناعة. وهو لاعب هجومي متعدد الاستخدامات، يمكنه أيضاً اللعب كمهاجم ثان.

## المسيرة
لعب عبد الباسط لعدة أندية في غانا كلاعب وسط.
في مايو 2016، انضم إلى نادي إف سي ستومبراس في الدوري الليتواني الممتاز (إيه ليغا) وأصبح من قادة الفريق، حيث تم اختياره في تشكيلة الأسبوع خمس مرات.
في 31 يناير 2017، انتقل على سبيل الإعارة إلى ماريتيمو البرتغالي.
بعد نصف موسم فقط في لبنان، غادر التضامن صور في ديسمبر 2019 بسبب الأزمة في لبنان.
في 2022، انتقل إلى فيتنام للانضمام إلى نادي سونغ لام نغي أن في الدوري الفيتنامي.

## المسيرة الدولية
شارك عبد الباسط مع منتخب غانا المحلي في بطولة أمم أفريقيا للمحليين 2011 في السودان. وخسر المنتخب أمام النيجر 0–1 في آخر مباريات المجموعة الثانية في ود مدني بالسودان.
في نوفمبر 2013، وجه المدرب ماكسويل كونادو له الدعوة للانضمام إلى تشكيلة غانا في كأس أمم غرب أفريقيا 2013. وساهم في تتويج المنتخب بالبطولة بعد الفوز على السنغال بثلاثة أهداف مقابل هدف.

## وصلات خارجية
- عبد الباسط  على سكروي
- عبد الباسط على أل أف جي